# Lori J. Robinson
Lori Jean Robinson (flicknamn: Howard), född 1959 i Big Spring, Texas, är en pensionerad general i USA:s flygvapen.
Hon utsågs 2014 till befälhavare för Pacific Air Forces (PACAF) och två år senare till befälhavare för både United States Northern Command (USNORTHCOM) samt North American Aerospace Defense Command (NORAD). Med den sistnämnda befattningen blev Robinson den första kvinnan i USA:s väpnade styrkor att leda ett försvarsgrensövergripande militärkommando.

## Biografi
Som dotter till en officer i flygvapnet föddes hon i Texas, började sin skolgång i Frankrike och kom även att leva i England under uppväxtåren.
Hon blev officer i flygvapnet 1982 genom deltagande i ROTC-program vid University of New Hampshire där hon tog bachelorexamen med engelska som huvudämne. I flygvapnet specialiserade sig Robinson som stridsledare ombord på E-3 Sentry och E-8 Joint STARS. Under 1986 genomgick hon både Squadron Officer School på Maxwell Air Force Base och Air Force Fighter Weapons School på Nellis Air Force Base, där hon fortsatte som instruktör i tre år. Hon gifte sig med jaktpiloten David A. Robinson som hade tjänstgjort med United States Air Force Thunderbirds.
1992 tog hon en masterexamen i ledarskap från Troy State University, följt 1995 av en masterexamen i säkerhetsstudier vid Naval War College. Mellan 1995 och 1997 var hon adjutant till chefen för Defense Information Systems Agency, följt av en tvåårig sejour på Air Force Weapons School i Nevada, därefter två år som adjutant till befälhavare för Air Combat Command (general John P. Jumper) och ett år som fellow vid Brookings Institution i Washington, D.C..
Under inledningen av Irakkriget 2003 var Robinson vice befälhavare för 405th Air Expeditionary Wing. Mellan augusti 2005 och september 2006 var hon i Pentagon som chef för flygvapenministern och flygvapenstabcchefens gemensamma stabsgrupp, följt lite mindre än ett år som flygvapnets förbindelseperson till USA:s representanthus in Robinson utsågs som befälhavare för 552nd Air Control Wing på Tinker Air Force Base.
Efter befordran till brigadgeneral tjänstgjorde hon i drygt två år vid J-8 direktoratet tillhörande Joint Staff, följt av två år som flygvapnets förbindelseperson till USA:s kongress, ett år som vice befälhavare för U.S. Air Forces Central Command och därefter som vice befälhavare för Air Combat Command på Langley Air Force Base. I oktober 2014 tillträdde hon som befälhavare för Pacific Air Forces. Robinson titrädde i maj 2016 som befälhavare på Peterson Air Force Base i Colorado Springs för både U.S. Northern Command och det med Kanada bilaterala NORAD. Som befälhavare för USNORTHCOM/NORAD var hotet om kärnvapenattack från Nordkorea något som togs på allra största allvar.
Robinson gick i pension i juni 2018 och har därefter suttit i företagsstyrelser och är senior fellow vid Belfer Center for Science and International Affairs på Harvard Kennedy School samt på National Defense University.